# Walewek
Walewek – kolonia w Polsce, w województwie łódzkim, w powiecie łęczyckim, w gminie Daszyna.
Do 31 grudnia 2024 miejscowość była częścią wsi Walew.